# Naomichi Suzuki

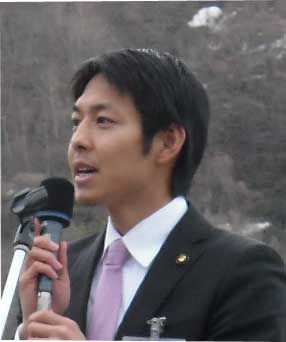
Naomichi Suzuki, 2011

Naomichi Suzuki (jap. 鈴木 直道 Suzuki Naomichi; * 14. März 1981 in Kasukabe-shi, Saitama-ken) ist ein japanischer Politiker und seit 2019 Gouverneur von Hokkaidō.
Suzuki wurde in Kasukabe, Saitama geboren und wuchs in Misato ganz im Südosten von Saitama auf. Nach dem dortigen Oberschulabschluss wurde er 1999 Mitarbeiter der Präfekturverwaltung Tokio. Gleichzeitig studierte er an der rechtswissenschaftlichen Fakultät der Hōsei-Universität, wo er 2004 sein Studium abschloss. 2008 entsandte ihn die Präfekturverwaltung vorübergehend in die Verwaltung der insolventen Stadt Yūbari in Hokkaidō, 2010 in das „Strategiebüro für regionale Souveränität“ (地域主権戦略室 chiiki shuken senryaku-shitsu) des Kabinettsamts, das Dezentralisierungsmaßnahmen als Querschnittsaufgabe für die gleichnamige Strategiekonferenz (~kaigi) ausführt.
2010 entschloss sich Suzuki, bei der bevorstehenden Bürgermeisterwahl in Yūbari, Teil der einheitlichen Wahlen im April 2011, zu kandidieren. Er setzte sich gegen die von Mitte-rechts-Parteien (LDP, Kōmeitō, Minna) unterstützte ehemalige LDP-Unterhausabgeordnete Yukari Iiijima und zwei weitere Kandidaten durch und wurde der damals landesweit jüngste Bürgermeister einer kreisfreien Stadt (-shi). Er setzte das Sanierungsverfahren der Stadtfinanzen fort, während die Bevölkerung weiter zurückgeht (von knapp 11.000 auf unter 9.000 zwischen den Volkszählungen 2010 und 2015). 2015 wurde er für eine zweite Amtszeit wiedergewählt.
Für die Gouverneurswahl in Hokkaidō 2019 erklärte Amtsinhaberin Harumi Takahashi, nach vier Amtszeiten nicht mehr erneut zu kandidieren. Suzuki trat im Februar 2019 als Bürgermeister zurück und kandidierte mit Unterstützung von Mitte-rechts (LDP, Kōmeitō, Daichi) für die Nachfolge. Mit über 62 % der Stimmen setzte er sich gegen den Mitte-links-gestützten ehemaligen Nationalabgeordneten Tomohiro Ishikawa durch. Er trat das Gouverneursamt am 23. April 2019 an und war zunächst der jüngste unter allen 47 Gouverneuren. 2023 wurde er mit Dreiviertelmehrheit gegen die ehemalige KDP-Unterhausabgeordnete Maki Ikeda und zwei weitere Kandidaten für eine zweite Amtszeit bestätigt.